# デブレツェン

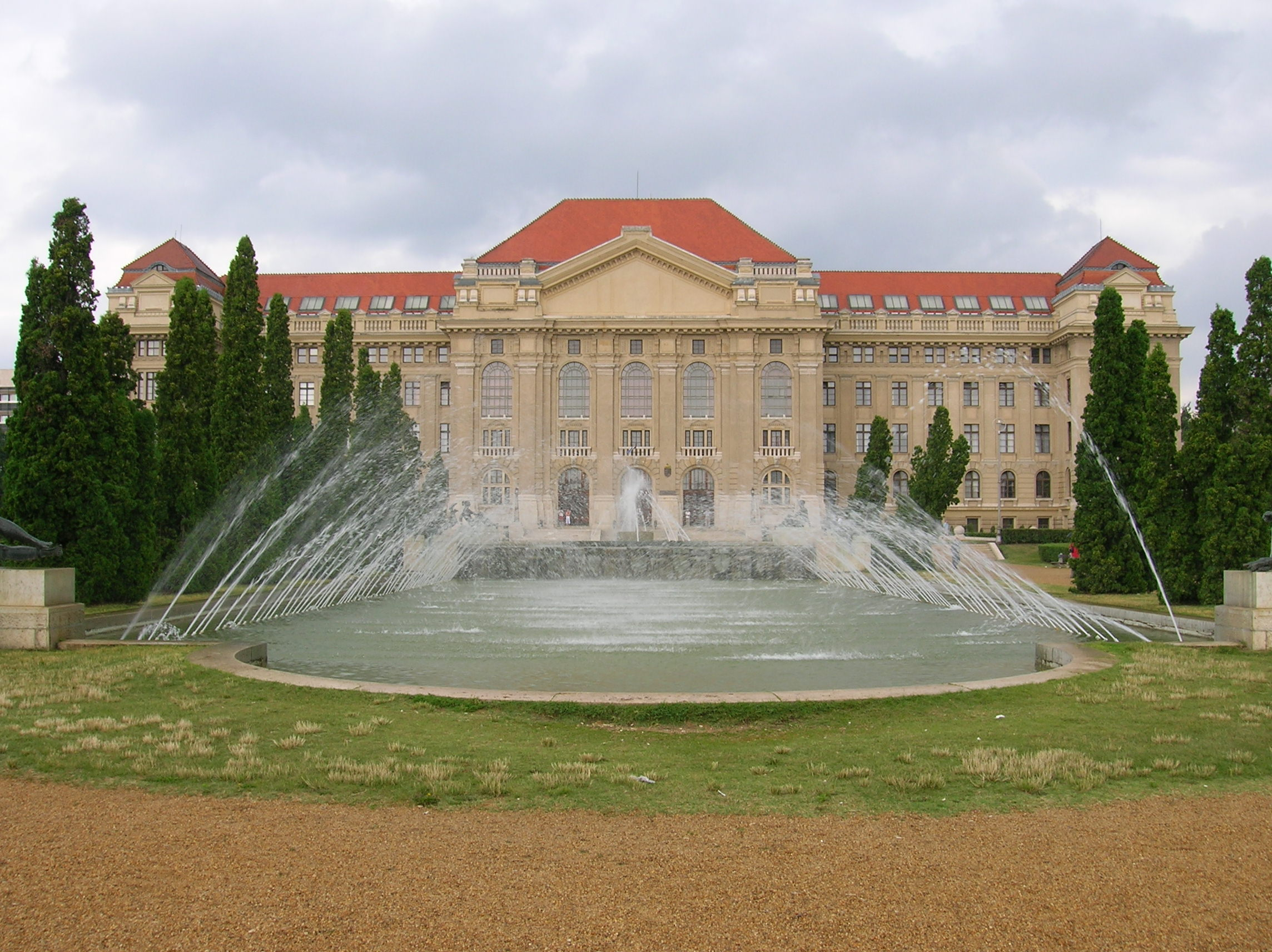
デブレツェン大学

デブレツェン（ハンガリー語:Debrecen、ドイツ語:Debreczin）はハンガリーの都市。ハイドゥー・ビハール県の県庁所在地。ブダペシュトに続いてハンガリー第二の都市である。

## 歴史
1361年、都市特権を獲得した。16世紀半ば、宗教改革が進展する中でカルヴァン派の拠点となった。1555年よりオスマン帝国の支配下に入るが、カルヴァン派信仰が帝国によって容認されたため、その信仰は維持された。1848年、ハンガリーで独立運動が起こった際は、この地に政府と議会がおかれた。1849年にコシュートが独立を宣言するが、オーストリア軍の鎮圧によって独立運動は頓挫した。1944年、反ナチス政権がこの地で臨時政府を樹立した。

## 地勢・産業
交通の要所であり、中世より農作物集散の地として栄えた。現在も、穀物や牛、豚などの生産が盛んな農業地域である。近隣の都市としては、約90キロ北西にミシュコルツが位置している。ルーマニア国境に近く、約55キロ南東にルーマニアのオラデアが位置している。

## 交通
- デブレツェン市電

## スポーツ
ハンガリーの強豪サッカークラブの一つ、デブレツェニVSCの本拠地である。
近年は多くの国際スポーツ大会を開催している。2001年に世界ユース陸上競技選手権大会、2002年に世界体操競技選手権、2006年に世界ロードランニング選手権大会、2007年にヨーロッパ短水路選手権、2016年には世界ジュニアフィギュアスケート選手権が開催されている。

## 姉妹都市
- カットーリカ（イタリア）
- ユヴァスキュラ（フィンランド）
- クライペダ（リトアニア）
- ルブリン（ポーランド）
- ニューブランズウィック（アメリカ合衆国）
- オラデア（ルーマニア）
- パーダーボルン（ドイツ）
- リション・レジオン（イスラエル）
- セトゥーバル（ポルトガル）
- サンクトペテルブルク（ロシア）
- シュメン（ブルガリア）
- 台東市（中華民国]）

## 出身者
- ゾルト・バウムガルトナー - ハンガリー人初のF1ドライバー
- イムレ・ラカトシュ - 哲学者
- サボー・マグダ - 作家
- イロナ・プルニ - ピアニスト
- ヴィヴィアン・ケストヘイ - 女性レーシングドライバー